# Vitrinobrachium baccettii
Vitrinobrachium baccettii е вид охлюв от семейство Vitrinidae. Видът е почти застрашен от изчезване.

## Разпространение и местообитание
Разпространен е в Италия.
Обитава гористи местности, планини и възвишения.